# Klamova huť
Klamova huť (lidově Klamovka) se nachází jižně od města Blanska, nalevo od silnice, která vede do Brna. Jde o železářskou huť, která pochází z poloviny 19. století. Huť je významná technická památka dokumentující rozvoj hutního průmyslu na Blanensku.  Areál postavený v neogotickém stylu je zapsán na seznamu nemovitých kulturních památek ČR. 

## Historie
Huť dal postavit majitel blanenských železáren  hrabě Hugo František Salm  v letech 1853 – 1857. Jméno získala podle Augusty Salmové, kterou si vzal za ženu hrabě Jindřich Jaroslav Clam-Martinic. Jednalo se o první vysokou pec v českých zemích užívající minerální paliva. K provozu byla využívána i přilehlá řeka Svitava.
Roku 1893 byla Klamovka přeměněna na slévárnu. Roku 1906 byl u areálu vystavěn zámečnický komplex. V té době se zde zpracovávala litina. V  roce 1923 se provoz v Klamovce zastavil z ekonomických důvodů.
Od té doby byla huť využívána jako zkušebna vodních turbín. Své pokusy zde prováděl i Viktor Kaplan. 
Roku 1994 zde byla umístěna výstavní expozice. V dnešní době je huť využívána soukromou společností vyrábějící krby a krbová kamna.
V roce 2009 se v areálu hutě točilo několik scén televizního filmu Zrozen bez porodu.

## Popis
Areál se nachází na jižním okraji Blanska mezi řekou Svitavou a železniční tratí.
Klamovka byla postavena podle návrhu knížecího stavitele Heinricha Girku (Jirků) v neogotickém stylu. Budovy z neomítnutých cihel byly zdobeny cimbuřím a střílnami. Do dnešní doby se zachoval  přízemní objekt bez vysoké pece, zavážková věž a část strojovny s komínem. 